# Idnea
Idnea is een geslacht van vlinders van de familie snuitmotten (Pyralidae), uit de onderfamilie Chrysauginae.

## Soorten
- I. altana Walker, 1863
- I. concolorana Walker, 1863
- I. felicella Dyar, 1913
- I. gibbosana Walker, 1863
- I. phoenicocraspis Hampson, 1916
- I. propriana Walker, 1863
- I. speculans Herrich-Schäffer, 1858